# The Father
The Father (bra: Meu Pai, pt: O Pai) é um filme de drama psicológico de 2020 dirigido por Florian Zeller, em sua estreia na direção; ele co-escreveu o roteiro com o colega dramaturgo Christopher Hampton, baseado na peça de Zeller de 2012, Le Père, que faz parte de uma trilogia que também inclui Le Fils e The Mother. O filme é uma co-produção franco-britânica, e é estrelado por Anthony Hopkins, Olivia Colman, Mark Gatiss, Imogen Poots, Rufus Sewell e Olivia Williams, e segue um galês idoso vivendo com demência.
The Father estreou no Festival Sundance de Cinema, em 27 de janeiro de 2020, e foi lançado pela Sony Pictures Classics nos Estados Unidos, em 26 de fevereiro de 2021, na França, em 26 de maio de 2021, pela UGC Distribution, e no Reino Unido, em 11 de junho de 2021, pela Lionsgate. O filme arrecadou 28 milhões de dólares, com um orçamento de 6 milhões dólares, e foi aclamado pela crítica, que elogiou as atuações de Hopkins e Colman, bem como os valores de produção e sua representação da demência.
No Oscar 2021, Hopkins ganhou o prêmio de Melhor Ator, e Zeller e Hampton ganharam o Melhor Roteiro Adaptado; o filme recebeu seis indicações no total, incluindo Melhor Filme e Melhor Atriz Coadjuvante (Colman). No Prémios Globo de Ouro de 2021, o filme recebeu quatro indicações, incluindo Melhor Filme – Drama, e recebeu seis indicações no British Academy Film Awards de 2021, ganhando Melhor Ator (Hopkins) e Melhor Roteiro Adaptado. Além disso, Hopkins e Colman foram nomeados para Melhor Ator Principal e Melhor Atriz Coadjuvante, respectivamente, no Prémios Screen Actors Guild 2021.

## Produção
Foi anunciado em maio de 2019 que Florian Zeller iria dirigir um roteiro com Christopher Hampton baseado em sua peça. Anthony Hopkins e Olivia Colman foram escalados para o filme. Olivia Williams, Rufus Sewell, Imogen Poots e Mark Gatiss se juntaram no final daquele mês, com as filmagens começando em 13 de maio. Os locais de filmagem incluíram West London Film Studios e Hayes, Hillingdon.

## Lançamento
The Father teve sua estreia mundial no Festival Sundance de Cinema em 27 de janeiro de 2020 e foi lançado nos Estados Unidos em 18 de dezembro de 2020 pela Sony Pictures Classics, e no Reino Unido em 8 de janeiro de 2021 pela Lions Gate. No Brasil, o filme foi lançado simultaneamente nos cinemas e nas plataformas digitais pela California Filmes em abril de 2021. No mesmo mês, a California Filmes iniciou a pré-venda da edição limitada em blu-ray do filme no Brasil, que será lançada em 30 de julho de 2021 na Versátil Home Vídeo. Posteriormente, foi colocada na mesma loja pela distribuidora uma tiragem limitada do filme em DVD.

## Recepção
O agregador de críticas Rotten Tomatoes relata que 98% das 222 resenhas críticas foram positivas, com uma classificação média de 8,6 / 10. O consenso dos críticos do site diz: "Liderado por performances estelares e habilmente dirigido pelo escritor-diretor Florian Zeller, The Father apresenta um retrato empático devastador da demência." No Metacritic, tem uma pontuação de 87 de 100 com base em 45 críticos, indicando "aclamação universal". De acordo com a PostTrak, 84% dos membros do público deram ao filme uma pontuação positiva, com 54% dizendo que definitivamente o recomendariam.

## Trilha sonora
A trilha-sonora do filme reúne músicas clássicas, com Ludovico Einaudi, Federico Mecozzi e Redi Hasa. Além de Les Pêcheurs de Perles (The Pearl Fishers) - Je Crois Entendre Encore, de Georges Bizet.

## Prequela
O filme intitulado The Son, baseado na peça de Zeller de 2018, que é enquadrado como uma prequela de The Father, com Hopkins reprisando seu papel como Anthony e Zeller retornando como escritor e diretor, foi lançado em 25 de novembro de 2022.